# 上沼恵美子のおしゃべりクッキング
『上沼恵美子のおしゃべりクッキング』（かみぬまえみこのおしゃべりクッキング）は、1995年（平成7年）4月3日から2022年（令和4年）4月1日まで朝日放送テレビ（ABCテレビ）の制作により、朝日放送テレビ・テレビ朝日系列にて平日午後に放送されていた料理番組。上沼恵美子の冠番組であった 。

## 概要
週毎にテーマを決め、司会の上沼がそのテーマに合ったゲストを迎えて料理しながらトークするトーク番組でもある。
『金子信雄の楽しい夕食』の後を引き継いで、1995年4月3日に放送を開始した。1996年4月1日から1997年9月26日まで、『ワイド!スクランブル』 の内包番組となり、それまでの13:00固定開始から13:05頃の不定開始となった。その後、同番組の枠変更に伴い、再度単独番組に復すも、同番組内包前に比べ、放送時間が5分繰り下がった。なお、内包番組時代の初回に限り、生放送であった。
番組開始以来長らく標準画質での収録を行ってきたが、2008年9月22日の放送からハイビジョン制作に移行。同時にステレオ制作（フルステレオ放送）へ変更された。
2010年1月、かつて14年9ヶ月に渡り放送された『シャボン玉プレゼント』 の持っていた同枠での放送年数最長記録を更新した。
また、ワン・パブリッシング（発刊当初から2020年6月までは学研パブリッシング→学研プラス）から毎月21日にテキスト版が雑誌として発売されていた。2014年4月号からは電子版の配信が開始された。
2015年10月1日〜2016年9月30日の印刷証明付発行部数は92,822部。『日刊スポーツ』（大阪・名古屋本社発行版のみ）のテレビ番組面に、放送当日に紹介されるレシピが写真入りで掲載されていた。また『西日本新聞』 のテレビ番組解説欄にも放送当日に紹介されるレシピが掲載されていたほか、佐賀県の地方紙
『佐賀新聞』にも放送当日に紹介されるレシピがカラー写真付きで掲載されていた。

### 放送時間の変遷
以下、単独番組としての放送時間を記す。開始時刻不定だった内包番組時代（1996年4月1日 - 1997年9月26日）については『大下容子ワイド!スクランブル』を参照のこと。
| 期間          | 期間          | 放送時間（日本時間）         |
| ------------- | ------------- | ---------------------------- |
| 1995年4月3日  | 1996年3月29日 | 平日 13:00 - 13:15           |
| 1996年4月1日  | 1997年9月26日 | （単独番組としては一時中断） |
| 1997年9月29日 | 2014年3月31日 | 平日 13:05 - 13:20           |
| 2014年4月1日  | 2014年9月26日 | 平日 12:30 - 12:44           |
| 2014年9月29日 | 2018年3月31日 | 平日 13:45 - 14:00           |
| 2018年4月2日  | 2020年3月27日 | 平日 13:40 - 13:55           |
| 2020年3月30日 | 2022年4月1日  | 平日 13:30 - 13:45           |

2014年4月1日より、放送時間を12:30 - 12:44に変更する。これにより、TBS系列時代の1964年1月7日に開始した『いつか青空』（昼ドラ）以来、TBS系列→NET（→テレビ朝日）系列と変わりながら50年続いた朝日放送制作13時台帯番組 は、初めて12時台での放送となる。この日以降、本番組と『徹子の部屋』（テレビ朝日制作）の枠移動に伴い、テレビ朝日系列の13:05 - 13:55枠はローカルセールス枠に転換された。編成上は単独番組の扱いだが、実質上は1997年9月以来16年半ぶりの「ワイド!スクランブル」への内包（フロート番組）である。またこれに伴い、直前・直後番組の接続方式も変更され、『徹子の部屋』のラスト5秒で同番組司会の黒柳徹子が上沼に呼び掛け（「上沼さ〜ん、今日も楽しみにしてます! 美味しいもの」と言うものなど複数パターン）をした後にステブレレスで接続、また『ワイド!スクランブル・第2部』へは上沼が「この後は『ワイド!スクランブル』、橋本さ～ん!」と当時同番組で司会を務めていた橋本大二郎に呼び掛け、そのままステブレレスで接続した。
同年9月29日より、同年4月より本番組の前座番組となった『ワイド!スクランブル・第2部』の枠拡大に伴い、本番組の放送時間が繰り下げとなり、13:45 - 14:00に放送されることになった。これにより、朝日放送制作の帯番組は、半年ぶりに13時台での放送となると同時に、この日以降、本番組と『ワイド!スクランブル・第2部』（テレビ朝日制作）の枠拡大に伴い、テレビ朝日系列の13:05 - 14:00枠はネットセールス枠に転換された。
2015年12月29日に本番組放送20周年記念特番として『20年突破スペシャル 淡路島で新名物グルメ対決!』（制作局および瀬戸内海放送のみ）が放送された。
2018年4月2日より、前座番組『ワイド!スクランブル・第2部』および後続番組『アフタヌーンワイド』（後者は朝日放送テレビ以外では別編成）の放送時間変更に伴い、本番組の放送時間を5分繰り上げる（2017年12月25 - 27日の臨時編成時と同一の編成）。
2020年1月30日の東スポWebの報道では、同年3月の『やすらぎの刻〜道』終了を以って『帯ドラマ劇場』が終了し、春改編で『大下容子ワイド!スクランブル・第2部』を12:00 - 13:00、『徹子の部屋』を13:00 - 13:30にそれぞれ据える編成に切り替わると発表され、本番組の扱いは報じられていなかったが、後に同年3月30日から13:30 - 13:45への枠変更が決定した。

### 番組の終焉
2021年11月27日に、2022年春改編で放送を終了することが一部で報道され、制作局の朝日放送テレビも、2022年春で当番組を終了することを、12月16日付で正式に発表した。
テレビ朝日系列の2022年春改編に関するスポーツニッポンの同年11月27日付記事では、放送終了の決定に至った背景として、視聴者層の若返りが目的で、制作費の捻出も厳しかったことを指摘し、番組スタッフも「穏やかに話し合いも進み、円満な形で上沼さんも納得した。予算の問題もあり、出演料が高額なこともネックになったようです。上沼さんは番組の空気を大切にする。コロナ禍で昨年ゲストが呼べなかったことも影響したと思います」と述べていた。
以上の報道に対して、放送の終了を決めた朝日放送テレビ社長の山本晋也は2022年1月18日の新春定例社長会見で終了の理由に言及。「27年で料理の番組の在り方も変わってきた」と述べるとともに、「27年間、上沼さんにお世話になり続けてきた」と上沼への謝意を示した。そのうえで「料理というジャンルは、コンテンツとして重要。変えることなく料理番組を作る方針は決めている」「金子信雄の楽しい夕食」（1987 - 95年）から続く伝統を守る」と述べ、後番組も引き続き料理番組とすることを明らかにし、放送内容については「当然、変わります。調整中」としていた。
同年2月4日に朝日放送テレビは、後番組の司会に歌手でタレントのDAIGO（BREAKERZ）を起用し、同年4月4日から『DAIGOも台所〜きょうの献立何にする?〜』（企画段階では『DAIGOの台所★』という仮タイトルが付いていた）をスタートすると発表した。なお、番組の最終収録は同年1月19日に行われ、4月1日の放送をもって終了。27年の放送に幕を閉じた。

## 出演者

### 司会
- 上沼恵美子

### 講師
2007年3月末まで
- 畑耕一郎（辻調理師専門学校・日本料理主任教授）
- 本多功彌（同・イタリア料理専任教授）
- 小阪英幸（同・中国料理専任教授）

2007年4月から
- 濱本良司（辻調理師専門学校・日本料理教授）(～2013年6月)
- 若林知人（同・西洋料理教授）
- 宮崎耕一（同・中国料理教授）

2013年7月1日から
- 若林知人（辻調理師専門学校・西洋料理教授）（～2015年6月24日）
- 宮崎耕一（同・中国料理教授）
- 岡本健二（同・日本料理教授）

2015年6月29日から
- 小池浩司（同・西洋料理教授）
- 宮崎耕一（同・中国料理教授）
- 岡本健二（同・日本料理教授）

2016年7月5日から
- 小池浩司（同・西洋料理教授）
- 石川智之（同・中国料理教授）
- 岡本健二（同・日本料理教授）

### ゲスト
週代わりでゲストが呼ばれる。番組開始から2008年9月19日放送分まではゲストも一緒に厨房セットに立って調理の手伝いをしていたが、同年9月22日放送分からは調理を手伝わなくなり、テーブルに座って料理が出来上がるのを待つスタイルに変わった（調理中のトークには参加している）。なお、「簡単スピードメニュー」など一部のテーマを扱う週ではゲストなしでの放送となっていたが、2014年4月からの一時期は、「簡単スピードメニュー」を含む週でもゲストが呼ばれた。2020年春から2021年秋まで、コロナ禍によりゲストを呼ばず、上沼と講師のみの出演となっていたが、秋以降は隔週平均でゲストが呼ばれていた。

## 使用曲
オープニングテーマ
渡辺邦孝「元町チャチャ」
エンディングテーマ
- コスモス揺れて - 唄:上沼恵美子、作詞:かず翼、作曲:円広志
- 泡盛心中 - 唄:上沼恵美子、作詞:宮城常雄、作曲:宮城衛

## 主なスタッフ
- 構成：鶴田純也
- ブレーン：田中静
- ナレーター[注 9]
  - 初代・中原秀一郎
  - 2代目・山本モナ
  - 3代目・高野直子
  - 4代目・田中花子
  - 5代目・かわたそのこ
- タイトルデザイン・増井祥雄
- ディレクター：芝聡（朝日放送〈当時〉）、髙木伸也（朝日放送テレビ）、玉木章・小八木敬三・佐野真紀・岡田凌（レジスタエックスワン）
- TD：手塚西都子（朝日放送テレビ）
- プロデューサー：尾島憲（朝日放送〈当時〉）、秋山利謙（朝日放送テレビ/ABCリブラ）、長谷川豊（レジスタエックスワン）、矢野政臣（朝日放送テレビ、以前はディレクター）
- キャスティングプロデューサー：南佳澄（レジスタエックスワン、以前はAP）
- 協力：Panasonic[注 10]
- 制作協力：大阪あべの辻調理師専門学校、関西東通（旧・大阪東通→東通大阪支社）
- 制作著作：朝日放送テレビ・レジスタエックスワン[注 11]

## 放送局・配信元
| 放送対象地域   | 放送局                       | 系列           | 放送曜日・放送時間      | 備考       |
| -------------- | ---------------------------- | -------------- | ----------------------- | ---------- |
| 近畿広域圏     | 朝日放送テレビ（ABC TV）     | テレビ朝日系列 | 月 - 金曜 13:30 - 13:45 | 【制作局】 |
| 北海道         | 北海道テレビ（HTB）          | テレビ朝日系列 | 月 - 金曜 13:30 - 13:45 | 同時ネット |
| 青森県         | 青森朝日放送（ABA）          | テレビ朝日系列 | 月 - 金曜 13:30 - 13:45 | 同時ネット |
| 岩手県         | 岩手朝日テレビ（IAT）        | テレビ朝日系列 | 月 - 金曜 13:30 - 13:45 | 同時ネット |
| 宮城県         | 東日本放送（khb）            | テレビ朝日系列 | 月 - 金曜 13:30 - 13:45 | 同時ネット |
| 秋田県         | 秋田朝日放送（AAB）          | テレビ朝日系列 | 月 - 金曜 13:30 - 13:45 | 同時ネット |
| 山形県         | 山形テレビ（YTS）            | テレビ朝日系列 | 月 - 金曜 13:30 - 13:45 | 同時ネット |
| 福島県         | 福島放送（KFB）              | テレビ朝日系列 | 月 - 金曜 13:30 - 13:45 | 同時ネット |
| 関東広域圏     | テレビ朝日（EX）             | テレビ朝日系列 | 月 - 金曜 13:30 - 13:45 | 同時ネット |
| 新潟県         | 新潟テレビ21（UX）           | テレビ朝日系列 | 月 - 金曜 13:30 - 13:45 | 同時ネット |
| 長野県         | 長野朝日放送（abn）          | テレビ朝日系列 | 月 - 金曜 13:30 - 13:45 | 同時ネット |
| 静岡県         | 静岡朝日テレビ（SATV）       | テレビ朝日系列 | 月 - 金曜 13:30 - 13:45 | 同時ネット |
| 石川県         | 北陸朝日放送（HAB）          | テレビ朝日系列 | 月 - 金曜 13:30 - 13:45 | 同時ネット |
| 中京広域圏     | 名古屋テレビ（メ〜テレ/NBN） | テレビ朝日系列 | 月 - 金曜 13:30 - 13:45 | 同時ネット |
| 広島県         | 広島ホームテレビ（HOME）     | テレビ朝日系列 | 月 - 金曜 13:30 - 13:45 | 同時ネット |
| 山口県         | 山口朝日放送（yab）          | テレビ朝日系列 | 月 - 金曜 13:30 - 13:45 | 同時ネット |
| 香川県・岡山県 | 瀬戸内海放送（KSB）          | テレビ朝日系列 | 月 - 金曜 13:30 - 13:45 | 同時ネット |
| 愛媛県         | 愛媛朝日テレビ（eat）        | テレビ朝日系列 | 月 - 金曜 13:30 - 13:45 | 同時ネット |
| 福岡県         | 九州朝日放送（KBC）          | テレビ朝日系列 | 月 - 金曜 13:30 - 13:45 | 同時ネット |
| 長崎県         | 長崎文化放送（ncc）          | テレビ朝日系列 | 月 - 金曜 13:30 - 13:45 | 同時ネット |
| 熊本県         | 熊本朝日放送（KAB）          | テレビ朝日系列 | 月 - 金曜 13:30 - 13:45 | 同時ネット |
| 大分県         | 大分朝日放送（OAB）          | テレビ朝日系列 | 月 - 金曜 13:30 - 13:45 | 同時ネット |
| 鹿児島県       | 鹿児島放送（KKB）            | テレビ朝日系列 | 月 - 金曜 13:30 - 13:45 | 同時ネット |
| 沖縄県         | 琉球朝日放送（QAB）          | テレビ朝日系列 | 月 - 金曜 13:30 - 13:45 | 同時ネット |

- 毎年7月の高校野球地方大会が集中する時期には一部のネット局が当番組を臨時に字幕放送・ネットスポンサー付きでの時差ネットとすることがあった。ただし、この場合番組連動データ放送は非対応の局と対応した局（広島ホームテレビなど）とがあった。 また、朝日放送テレビでは毎年7月下旬の全国高校野球選手権大阪大会の決勝戦開催日や毎年8月の全国高校野球選手権大会の準々決勝・準決勝開催日が平日と重なる場合には高校野球中継を優先するため、当番組を別日時へ臨時枠移動していた。その場合、テレビ朝日などその他のANN系列各局には本来の放送日時に朝日放送テレビからの裏送りによる先行ネットもしくは遅れネットで放送していた。

| 配信サイト | 更新時間             | 備考                                       |
| ---------- | -------------------- | ------------------------------------------ |
| TVer       | 月 - 金曜 14:00 更新 | 直近回5回限定で無料配信 現在は終了している |
| GYAO!      | 月 - 金曜 17:00 更新 | 直近回5回限定で無料配信 現在は終了している |

| 配信サイト | 対象             | 備考           |
| ---------- | ---------------- | -------------- |
| U-NEXT     | 見逃し配信終了分 | 現在は配信終了 |